# 夏曦

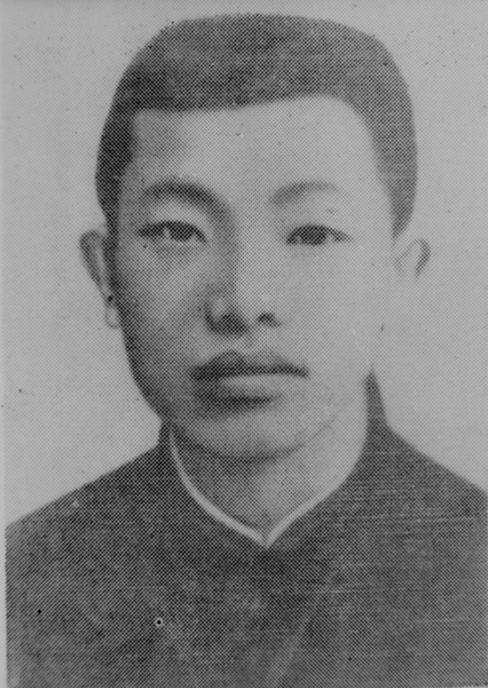
青年时期的夏曦

夏曦（1901年8月17日—1936年2月28日），字蔓伯（也作字蔓白），曾用名劳侠等，湖南省益阳市人，中国共产党早期领导人。

## 生平

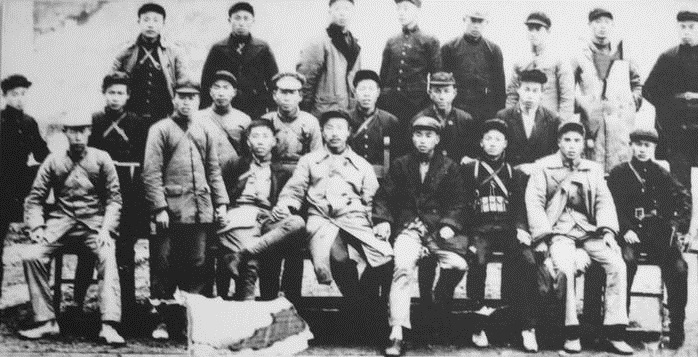
1935年11月29日，中国工农红军第六军团的幹部在長征至湖南新化合影。前排左起：周仁杰（紅十六師師長）、李銓（军团政治部宣传部部长）、王震（军团政委）、夏曦（军团政治部主任）、萧克（軍團長）。

夏早年就读于益阳县立龙洲高等小学，1917年8月考入湖南省立第一师范，与毛泽东结识。1919年五四运动期间，参加救国十人团，参与发动社会各界抵制日货斗争。同年下半年，加入新民学会。1920年10月，加入中国社会主义青年团，1921年加入中国共产党，成为其第一批党员之一。1924年，夏曦以个人名义加入中国国民党（聯俄容共），参与筹组中国国民党湖南省党部，受到毛泽东的器重。1926年，在中国国民党第二次全国代表大会上被选为候补中央执行委员。同年夏，与郭亮等人参加北伐，出任中国国民党湖南省党部中共党团书记。
1927年4月，在中国共产党第五次全国代表大会上当选为中央委员，5月出任中共湖南省委书记，8月1日，参加南昌起义。其后前往莫斯科中山大学学习，期间与王明等人接近，为二十八个半布尔什维克之一。1928年，夏在莫斯科参加了中国共产党第六次全国代表大会。1930年回国任中共江苏省委宣传部长。1931年1月在中共六届四中全会上当选为中央候补委员。
1931年3月，夏被派往湘鄂西苏区接替邓中夏的领导工作，并兼任红二军团政委。1932年1月下旬，在洪湖苏区召开了湘鄂西省第四次党代表大会。大会开始的两天里，万涛、潘家辰等70多人发言批评了夏曦领导湘鄂西中央分局以来半年多的工作，但王明中央支持夏曦，派尉士筠、关向应到会传达中央指示，把万涛、潘家辰等干部对夏曦的批评说成是“反国际、反中央正确路线”，是“反中央、反国际的小组织活动”等等；潘家辰气得当场晕倒。临时省委的杨光华、崔琪和彭之玉等负责人作了拥护中央指示和支持夏曦的发言。大多数代表慑于中央的结论，不再批评夏曦；一部分人转而跟着夏曦反对万涛、潘家辰。至此大会就接受了夏曦所作的政治报告的结论，除肯定中央分局成立以来的政策是“真正的国际路线的转变”所取得的成绩，还指责万涛、潘家辰等是“党内右倾机会主义者”、“立三主义者”、“邓中夏的信徒”，一部分人是“阶级敌人”等等，继而被逮捕。中共中央曾通知夏曦“潘家辰同志的问题交由中央处理”，但夏曦拒不执行。1932年4月，夏开始以“肃反”为名实施第一次大清洗，被捕杀的各级红军干部和地方干部达千余人，其中师以上干部27人，都是贺龙红二军团和湘鄂西根据地的创始人和骨干力量。其中，仅在洪湖地区被屠杀的基层干部和群众就有一万多人。
1932年8月，夏又指挥开始第二次“肃反”，又杀掉一大批人，这一次被屠杀的普通战士和一般群众已无法统计，其中仅团营连干部就有241人。1933年3月，夏曦结合根据地内的“清党”又开始第三次“肃反”，这次杀掉洪湖红军的著名创始人，有着杰出才能的领导人红3军9师师长段德昌，还有红9师参谋长王炳南、红3军政治部主任柳直荀。1933年6月，夏曦第三次“肃反”尚未结束，又开始第四次“肃反”，结果，杀掉红9师政委宋盘铭等团以上干部在内的三千多人。
夏曦在位前后两年多一点的时间，共杀掉红军和根据地干部有红3军9师师长段德昌，湘鄂西省委常委和红3军政委万涛，红3军参谋长兼红7师师长孙德清，红7师师长王一鸣、叶光吉，红7师政委朱勉之、盛联均，红9师政委宋盘铭、参谋长王炳南，红3军政治部主任柳直荀，红8师师长段玉林，红3军教导第1师参谋长董朗，湘鄂西军委分会参谋长唐赤英等人，战士和群众达数万人。
1934年6月，他在湘鄂西中央分局会议上承认肃反扩大化的错误，10月红三军与任弼时红六军团会师后，他对所犯的错误作了检查，不久被任命为湘鄂川黔省委委员、军分会委员和革命委员会副主席、红六军团政治部主任，1935年11月参加长征。
1936年2月28日，在毕节渡河时夏曦因身体疲倦而失足落水；因杀人过多，身边的红军對其恨之入骨，對其落水視若無睹、袖手旁觀，夏曦因而失救溺斃。
另一说1936年2月下旬，夏曦为做收编土匪和保安队部队的工作，带了两名警卫员来到收编部队驻地，离毕节城几十里的野马川。被收编部队中以席大明为首的土匪继续与其交战。夏在中了埋伏被迫转道而返時，被河挡住去路。因夏曦不会游泳，一个警卫员就背着他过河。当行至河中，警卫员跌倒，两人均被卷入激流之中。军团保卫局根据另一名回来的警卫员报告，派出多个警卫员救援，最后将夏的遗体找到。